# Y2K (2024년 영화)
《Y2K》는 2024년 개봉한 미국의 종말물 SF 코미디 공포 영화이다. 카일 무니의 감독 데뷔작이며, 무니와 에번 윈터가 공동 각본을 썼다. 제이든 마텔, 레이철 제글러 등이 출연하였다.

## 줄거리
1999년에서 2000년으로 넘어가는 자정이 되자마자 2000년 문제가 발생하고, 지각이 생긴 전 세계 모든 전자 기구들이 인간을 마구잡이로 살해하기 시작한다. 집단 의식을 공유하는 기계들은 인류의 뇌에 칩을 심어 자의식이 없는 노예로 개조할 생각이다. 고등학생 일라이가 짝사랑하는 동급생 로라가 알고리즘을 무력화할 kill 명령어를 만들지만 이를 입력할 길은 요원하기만 하다.  

## 출연
- 제이든 마텔 - 일라이 역
- 레이철 제글러 - 로라 역
- 줄리언 데니슨 - 대니 역
- 대니얼 졸가드리 - 시제이 역
- 라클런 왓슨 - 애시 역
- 에드와도 프랭코 - 파커스 역
- 프레드 더스트 - 본인 역
- 카일 무니 - 개릿 역
- 메이슨 구딩 - 조너스 역
- 더 키드 러로이 - 사커 크리스 역
- 마일스 로빈스 - 너그즈 역
- 얼리샤 실버스톤 - 로빈 역
- 팀 하이데커 - 하워드 역
- 로런 벌론 - 롤리 역
- 케빈 맹골드 - 쿨 블루 역